# Карло Лукареллі
Карло Лукареллі (італ. Carlo Lucarelli) (26 жовтня 1960) — італійський письменник, сценарист і телеведучий.

## Біографія
Народився 26 жовтня 1960 року в Пармі. Романи Лукареллі удостоєні безлічі італійських літературних нагород, починаючи з перших публікацій на початку 90-х. Його книги перекладені кількома мовами і надруковані в 13 країнах, включаючи США, Бразилію та Японію.  
Творча діяльність Лукареллі надзвичайно різноманітна. Він створив популярний телевізійний серіал про історію та особливості детективного жанру, виступає з концертами в постпанк-групі, а також веде популярну програму на італійському телеканалі, де розповідає про нерозкриті вбивства з реального поліцейської практики, викладає в школі Алессандро Барріко в Турині і в'язниці суворого режиму, видає онлайн журнал. Зараз Карло Лукареллі живе в містечку Мордано біля Болоньї і в Сан-Марино. За його романам знято декілька фільмів: «La Tenda nera» (Італія, 1995: реж. Лучано Мануцці), «Lupo mannaro» (Італія, 2000; реж. Антоніо Тібальді), "Almost blue "(Італія, 2000; реж. Алекс Інфасчеллі), " Segni particolari "(Італія, 2003; реж. Джузеппе Бертолуччі).